# تضراع
تضراع: أحد مراكز إمارة منطقة عسير، تقع في جنوب غرب أبها على مسافة 60 كيلاً. ويقطنها 830 نسمة.